# Mantegazza (famiglia)
La famiglia Mantegazza (o Mantegazzi), poi Meraviglia Mantegazza, è una nobile casata milanese.

## Storia
Il fondatore della famiglia fu Mantegazzo, vivente nel X secolo, che fu antenato di tale Boschino (m. 1114) il quale nel 1061 fu capitano dell'esercito milanese contro i pavesi nella battaglia di Campomorto. A ricordo della vittoria riportata, fu lui a fondare in loco un'abbazia o priorato che da lui fu personalmente dotato di possedimenti.
Un discendente di Boschino, Francesco, venne espulso da Milano nel 1287 per aver parteggiato coi Torriani contro i Visconti, ma sua figlia Agnese, fu una delle amanti di Gian Galeazzo Visconti, primo duca di Milano, al quale diede due figli. Boschino, figlio del citato Francesco, fu podestà di Pavia nel 1338 e morì nel 1354. Suo figlio Andreolo, fu padre a sua volta di Leone, priore del priorato di Santa Maria di Campomorto, Parasio e Antoniolo. Quest'ultimo fu consigliere ducale, ma i suoi figli Bertone e Andrea presero parte nel 1412 alla congiura contro il duca Giovanni Maria Visconti e vennero pertanto costretti all'esilio per trent'anni, tornadovi solo con la proclamazione della Repubblica Ambrosiana. Nel 1450 la famiglia giurò fedeltà agli Sforza.
La linea di Antoniolo si estinse nel XVI secolo, mentre da Parasio nacque Giovanni, antenato di Francesco Boschino il quale fu consigliere ducale, e di Ambrogio, priore di Campomorto nel 1490. Altro fratello fu Giovanni fu uno dei capitani nominati a Milano durante la Repubblica Ambrosiana. Questi si sposò con la nobile Caterina Pusterla dalla quale ebbe Ruggero, che andò a fondare il ramo dei Mantegazza di Caidate; fratello di Giovanni fu Antonio, il quale fu antenato diretto di Giovanni Battista (m. 1698), il quale fu pure priore di Campomorto.
Suo fratello Angelo Maria (n. 1632), che fu questore del Magistrato Ordinario, venne investito con diploma del 4 giugno 1692 del feudo di Liscate col titolo di marchese con la prerogativa di trasmettere il titolo per via maschile primogenita e, in mancanza di eredi diretti, con la possibilità di nominare un parente prossimo alla successione di titoli e beni. Per quanto molto ricco e morto in tarda età, Angelo Maria morì senza figli e pertanto nominò sua erede la nipote Costanza, figlia di suo fratello Pietro e ultima della sua casata. Questa, nel 1722, sposò il nobile Angelo Luigi Meraviglia (m. 1762), il quale ottenne di poter unire alle proprie le armi e i titoli della moglie, ottenendo quindi il cognome di Mantegazza Meraviglia e divenendo il successivo marchese di Liscate, oltre a mantenere i titoli di dottore collegiato, avvocato fiscale generale, senatore e presidente del Magistrato Ordinario e Straordinario che già possedeva. Nel 1756 venne nominato consigliere intimo di stato. Suo figlio, Angelo Maria, fu dottore collegiato e consigliere del Supremo Consiglio d'Economia. Nel 1757 sposò Ippolita Annoni, del conte Carlo, e fu padre di Angelo Luigi (m. 1819), nonno di un Angelo omonimo che fu vescovo di Famagosta e ausiliare a Milano, e di Luigi Uberto (m. 1842), il quale sposò la contessa Luigia Beatrice Alari dai quali continuò la discendenza della famiglia.

## Albero genealogico
|                                         |                                         |                                                                  |                                                                     |                                                                     |                                                            |                                                          |                                                          |                                                                                             |                                               |                    |                    |                     |                     |                                 |                                 |
|                                         |                                         |                                                                  |                                                                     |                                                                     |                                                            |                                                          | Giovanni il Grande *? †? Caterina Pusterla               |                                                                                             |                                               |                    |                    |                     |                     |                                 |                                 |
|                                         |                                         |                                                                  |                                                                     |                                                                     |                                                            |                                                          |                                                          |                                                                                             |                                               |                    |                    |                     |                     |                                 |                                 |
|                                         |                                         |                                                                  |                                                                     |                                                                     |                                                            |                                                          |                                                          |                                                                                             |                                               |                    |                    |                     |                     |                                 |                                 |
|                                         |                                         |                                                                  |                                                                     |                                                                     |                                                            |                                                          | Pietro *? †? Venezia Canavesi                            |                                                                                             |                                               |                    |                    |                     |                     |                                 |                                 |
|                                         |                                         |                                                                  |                                                                     |                                                                     |                                                            |                                                          |                                                          |                                                                                             |                                               |                    |                    |                     |                     |                                 |                                 |
|                                         |                                         |                                                                  |                                                                     |                                                                     |                                                            |                                                          |                                                          |                                                                                             |                                               |                    |                    |                     |                     |                                 |                                 |
|                                         |                                         |                                                                  |                                                                     |                                                                     |                                                            |                                                          | Baldassarre *? †? Caterina Mantegazza                    |                                                                                             |                                               |                    |                    |                     |                     |                                 |                                 |
|                                         |                                         |                                                                  |                                                                     |                                                                     |                                                            |                                                          |                                                          |                                                                                             |                                               |                    |                    |                     |                     |                                 |                                 |
|                                         |                                         |                                                                  |                                                                     |                                                                     |                                                            |                                                          |                                                          |                                                                                             |                                               |                    |                    |                     |                     |                                 |                                 |
|                                         |                                         |                                                                  |                                                                     |                                                                     |                                                            |                                                          | Angelo viv. XVI secolo Cecilia Besozzi                   |                                                                                             |                                               |                    |                    |                     |                     |                                 |                                 |
|                                         |                                         |                                                                  |                                                                     |                                                                     |                                                            |                                                          |                                                          |                                                                                             |                                               |                    |                    |                     |                     |                                 |                                 |
|                                         |                                         |                                                                  |                                                                     |                                                                     |                                                            |                                                          |                                                          |                                                                                             |                                               |                    |                    |                     |                     |                                 |                                 |
|                                         |                                         |                                                                  |                                                                     |                                                                     |                                                            |                                                          | Giovanni Pietro *? †? Francesca Mantegazza               |                                                                                             |                                               |                    |                    |                     |                     |                                 |                                 |
|                                         |                                         |                                                                  |                                                                     |                                                                     |                                                            |                                                          |                                                          |                                                                                             |                                               |                    |                    |                     |                     |                                 |                                 |
|                                         |                                         |                                                                  |                                                                     |                                                                     |                                                            |                                                          |                                                          |                                                                                             |                                               |                    |                    |                     |                     |                                 |                                 |
|                                         |                                         |                                                                  |                                                                     |                                                                     |                                                            |                                                          | Angelo *? † ? Veronica Battaglia                         |                                                                                             |                                               |                    |                    |                     |                     |                                 |                                 |
|                                         |                                         |                                                                  |                                                                     |                                                                     |                                                            |                                                          |                                                          |                                                                                             |                                               |                    |                    |                     |                     |                                 |                                 |
|                                         |                                         |                                                                  |                                                                     |                                                                     |                                                            |                                                          |                                                          |                                                                                             |                                               |                    |                    |                     |                     |                                 |                                 |
|                                         |                                         |                                                                  |                                                                     |                                                                     |                                                            |                                                          | Francesco *? †? Costanza Lavagna Visconti                |                                                                                             |                                               |                    |                    |                     |                     |                                 |                                 |
|                                         |                                         |                                                                  |                                                                     |                                                                     |                                                            |                                                          |                                                          |                                                                                             |                                               |                    |                    |                     |                     |                                 |                                 |
|                                         |                                         |                                                                  |                                                                     |                                                                     |                                                            |                                                          |                                                          |                                                                                             |                                               |                    |                    |                     |                     |                                 |                                 |
|                                         |                                         |                                                                  |                                                                     |                                                                     |                                                            | Angelo Maria I marchese di Liscate *1632 † ? senza eredi | Angelo Maria I marchese di Liscate *1632 † ? senza eredi | Pietro *? †? Giulia da Rho                                                                  | Pietro *? †? Giulia da Rho                    |                    |                    |                     |                     |                                 |                                 |
|                                         |                                         |                                                                  |                                                                     |                                                                     |                                                            |                                                          |                                                          |                                                                                             |                                               |                    |                    |                     |                     |                                 |                                 |
|                                         |                                         |                                                                  |                                                                     |                                                                     |                                                            |                                                          |                                                          |                                                                                             |                                               |                    |                    |                     |                     |                                 |                                 |
|                                         |                                         |                                                                  |                                                                     |                                                                     |                                                            |                                                          |                                                          | Costanza *? †1783 Angelo Luigi Meraviglia, ex uxor II marchese di Liscate                   |                                               |                    |                    |                     |                     |                                 |                                 |
|                                         |                                         |                                                                  |                                                                     |                                                                     |                                                            |                                                          |                                                          |                                                                                             |                                               |                    |                    |                     |                     |                                 |                                 |
|                                         |                                         |                                                                  |                                                                     |                                                                     |                                                            |                                                          |                                                          |                                                                                             |                                               |                    |                    |                     |                     |                                 |                                 |
|                                         |                                         |                                                                  |                                                                     |                                                                     |                                                            |                                                          |                                                          | MERAVIGLIA MANTEGAZZA Angelo Maria III marchese di Liscate *? †? Ippolita Annoni            |                                               |                    |                    |                     |                     |                                 |                                 |
|                                         |                                         |                                                                  |                                                                     |                                                                     |                                                            |                                                          |                                                          |                                                                                             |                                               |                    |                    |                     |                     |                                 |                                 |
|                                         |                                         |                                                                  |                                                                     |                                                                     |                                                            |                                                          |                                                          |                                                                                             |                                               |                    |                    |                     |                     |                                 |                                 |
|                                         |                                         |                                                                  |                                                                     |                                                                     |                                                            |                                                          |                                                          | Angelo Luigi IV marchese di Liscate *1759 †1819 1. Maria Caroelli 2. Maria Giuseppa Settala |                                               |                    |                    |                     |                     |                                 |                                 |
|                                         |                                         |                                                                  |                                                                     |                                                                     |                                                            |                                                          |                                                          |                                                                                             |                                               |                    |                    |                     |                     |                                 |                                 |
|                                         |                                         |                                                                  |                                                                     |                                                                     |                                                            |                                                          |                                                          |                                                                                             |                                               |                    |                    |                     |                     |                                 |                                 |
|                                         |                                         |                                                                  |                                                                     |                                                                     |                                                            |                                                          |                                                          | 2. Luigi Uberto V marchese di Liscate *1794 †1842 Alberica Maria Beatrice Alari             |                                               |                    |                    |                     |                     |                                 |                                 |
|                                         |                                         |                                                                  |                                                                     |                                                                     |                                                            |                                                          |                                                          |                                                                                             |                                               |                    |                    |                     |                     |                                 |                                 |
|                                         |                                         |                                                                  |                                                                     |                                                                     |                                                            |                                                          |                                                          |                                                                                             |                                               |                    |                    |                     |                     |                                 |                                 |
|                                         |                                         | Saulo Francesco Luigi */†1814                                    | Saulo Francesco Luigi */†1814                                       | Giuseppe VI marchese di Liscate *1816 †1888 Giulia Baroggi          | Giuseppe VI marchese di Liscate *1816 †1888 Giulia Baroggi | Paola Giuseppa Luigia */†1817                            | Paola Giuseppa Luigia */†1817                            | Maria *? †? Giovanni Nava, conte di Brianzola                                               | Maria *? †? Giovanni Nava, conte di Brianzola | Giulia *1820 †1823 | Giulia *1820 †1823 | Matilde *1821 †1824 | Matilde *1821 †1824 | Beatrice Teresa Matilde */†1822 | Beatrice Teresa Matilde */†1822 |
|                                         |                                         |                                                                  |                                                                     |                                                                     |                                                            |                                                          |                                                          |                                                                                             |                                               |                    |                    |                     |                     |                                 |                                 |
|                                         |                                         |                                                                  |                                                                     |                                                                     |                                                            |                                                          |                                                          |                                                                                             |                                               |                    |                    |                     |                     |                                 |                                 |
|                                         |                                         |                                                                  | Aquilino VII marchese di Liscate *1857 †1928 Maria Antonietta Bassi | Aquilino VII marchese di Liscate *1857 †1928 Maria Antonietta Bassi |                                                            | Saulo *1871 †? Anna Maria Bozzetti                       | Saulo *1871 †? Anna Maria Bozzetti                       |                                                                                             |                                               |                    |                    |                     |                     |                                 |                                 |
|                                         |                                         |                                                                  |                                                                     |                                                                     |                                                            |                                                          |                                                          |                                                                                             |                                               |                    |                    |                     |                     |                                 |                                 |
|                                         |                                         |                                                                  |                                                                     |                                                                     |                                                            |                                                          |                                                          |                                                                                             |                                               |                    |                    |                     |                     |                                 |                                 |
|                                         |                                         | Luigi Uberto VIII marchese di Liscate *1892 †1941 Chiara Ferrari | Luigi Uberto VIII marchese di Liscate *1892 †1941 Chiara Ferrari    | Beatrice *1895 †1917                                                | Beatrice *1895 †1917                                       | Giulia *1913 †?                                          | Giulia *1913 †?                                          |                                                                                             |                                               |                    |                    |                     |                     |                                 |                                 |
|                                         |                                         |                                                                  |                                                                     |                                                                     |                                                            |                                                          |                                                          |                                                                                             |                                               |                    |                    |                     |                     |                                 |                                 |
|                                         |                                         |                                                                  |                                                                     |                                                                     |                                                            |                                                          |                                                          |                                                                                             |                                               |                    |                    |                     |                     |                                 |                                 |
| Alberto IX marchese di Liscate *1928 †? | Alberto IX marchese di Liscate *1928 †? | Emilia *1930 †2022 Gilberto Gavazzi                              | Emilia *1930 †2022 Gilberto Gavazzi                                 | Pietro *1935 †2019 Maria Vittoria Saldini                           | Pietro *1935 †2019 Maria Vittoria Saldini                  |                                                          |                                                          |                                                                                             |                                               |                    |                    |                     |                     |                                 |                                 |
|                                         |                                         |                                                                  |                                                                     |                                                                     |                                                            |                                                          |                                                          |                                                                                             |                                               |                    |                    |                     |                     |                                 |                                 |
|                                         |                                         |                                                                  |                                                                     |                                                                     |                                                            |                                                          |                                                          |                                                                                             |                                               |                    |                    |                     |                     |                                 |                                 |
|                                         |                                         |                                                                  |                                                                     | discendenza ·                                                       |                                                            |                                                          |                                                          |                                                                                             |                                               |                    |                    |                     |                     |                                 |                                 |